# Monteil-i Adhemar
Monteil-i Adhemar (? - 1098. augusztus 1.) Le Puy püspöke, az első keresztes hadjárat jelentős alakja. 

## Élete
Monteil-i Ademar neve a forrásokban először 1087-ben tűnik fel, amikor elfoglalta Le Puy-en-Velay püspöki székét. 1095 augusztusában II. Orbán pápa Franciaországba látogatott és Le Puyban találkozott Adhemar püspökkel, valószínűleg már ekkor beszámolt neki későbbi terveiről a keresztes hadjárat megindításával kapcsolatban. Novemberben a clermont-i zsinaton Adhemar elsőként vette fel a keresztesek jelképének számító posztókeresztet, majd a pápa kinevezte apostoli legátussá és megbízta a keresztes hadak vezetésével IV. Rajmund toulouse-i gróf és Bouillon Gottfried mellett.
A hadjárat alatt Adhemar megbízatása volt az I. Alexiosz bizánci császárral való tárgyalás, valamint fontos szerepet játszott Antiókhia 1098-as ostromában és a Dorylaeumi csatában. Az Antiókhiai győzelmet követően megkísérelte végleg elrendezni a keresztes vezetők között kitört villongást, de a seregben kitört tífuszjárvány során megbetegedett és augusztus 1-jén elhunyt. 
Halála után a katonák szentként kezdték tisztelni, a legenda Jeruzsálem egy évvel későbbi ostroma során a katonáknak többször is megjelent, segítve őket a város bevételében.